# Kateřinice (Zlín)
Kateřinice é uma comuna checa localizada na região de Zlín, distrito de Vsetín.